# 圣安德烈德沙朗孔
圣安德烈德沙朗孔（法語：Saint-André-de-Chalencon，法語發音：[sɛ̃.t‿ɑ̃dʁe də ʃalɑ̃kɔ̃]）是法国上卢瓦尔省的一个市镇，属于伊桑若区。

## 地理
圣安德烈德沙朗孔（45°16'22"N, 3°58'11"E）面积17.2 平方千米，位于法国奥弗涅-罗讷-阿尔卑斯大区上盧瓦爾省，该省份为法国中南部省份，北起多姆山省和卢瓦尔省，西接康塔爾省，南至洛泽尔省，东临阿尔代什省。
与圣安德烈德沙朗孔接壤的市镇（或旧市镇、城区）包括：布瓦塞、罗什昂雷尼耶、圣于连当斯、圣皮埃尔迪尚、索利尼亚克苏罗什、蒂朗日。

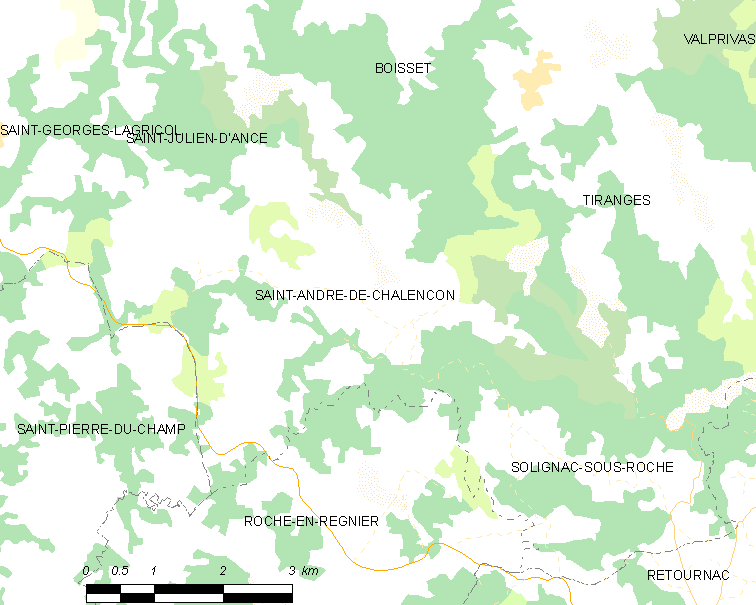
圣安德烈德沙朗孔的OSM定位图

圣安德烈德沙朗孔的时区为UTC+01:00、UTC+02:00（夏令时）。

## 行政
圣安德烈德沙朗孔的邮政编码为43130，INSEE市镇编码为43166。

## 政治
圣安德烈德沙朗孔所属的省级选区为巴斯昂巴塞县。

## 人口

1962-2008年间圣安德烈德沙朗孔人口变化图示

圣安德烈德沙朗孔于2022年1月1日时的人口数量为381人。